# Martin McCarrick
Martin McCarrick (* 29. Juli 1962) ist ein klassisch ausgebildeter Musiker. Erst gehörte er zu der Band von Marc Almond (Marc & the Mambas, Willing Sinners), 1987 wurde er Mitglied bei Siouxsie and the Banshees (Keyboard, Cello, Akkordeon). Nach dem Ende der Band spielte er von 1996 bis 2004 für Therapy? (Gitarre, Cello). Heute arbeitet Martin an verschiedenen Projekten und mit diversen Künstlern zusammen. Außerdem treten Martin und seine Frau Kimberlee als „The McCarricks“ auf.

## Diskografie (Auswahl)
- Marc Almond – Vermin in Ermine (1984)
- This Mortal Coil – It’ll End in Tears (1984)
- Bryan Ferry – Boys and Girls (1985)
- Dead Can Dance – Spleen and Ideal (1985)
- The Wolfgang Press – Standing Up Straight (1986)
- This Mortal Coil – Filigree & Shadow (1986)
- Marc Almond – Mother Fist and Her Five Daughters (1987)
- Siouxsie & the Banshees – Through the Looking Glass (1987)
- Siouxsie & the Banshees – Peepshow (1988)
- This Mortal Coil – Blood (1991)
- Siouxsie & the Banshees – Superstition (1991)
- Heidi Berry – Love (1991)
- Kristin Hersh – Strings (1994)
- Therapy? – Troublegum (1994)
- Therapy? – Infernal Love (1995)
- Siouxsie & the Banshees – The Rapture (1995)
- Throwing Muses – Limbo (1996)
- Therapy? – Semi-Detached (1998)
- Therapy? – Suicide Pact – You First (1999)
- Therapy? – Shameless (2001)
- Therapy? – High Anxiety (2003)
- Biffy Clyro – The Vertigo of Bliss (2003)
- Oceansize – Effloresce (2003)
- Rico – Violent Silences (2004)
- Gary Numan – Jagged (2006)
- Kristin hersh  Learn to sing like a star